# Орден Прославленного дракона
Орден Прославленного дракона или орден Славного дракона (кит. трад. 龍光章, пиньинь lóngguāngzhāng, палл. лунгуанчжан, яп. рё:ко:сё:) — государственная награда Великой империи Маньчжоу-го.

## История

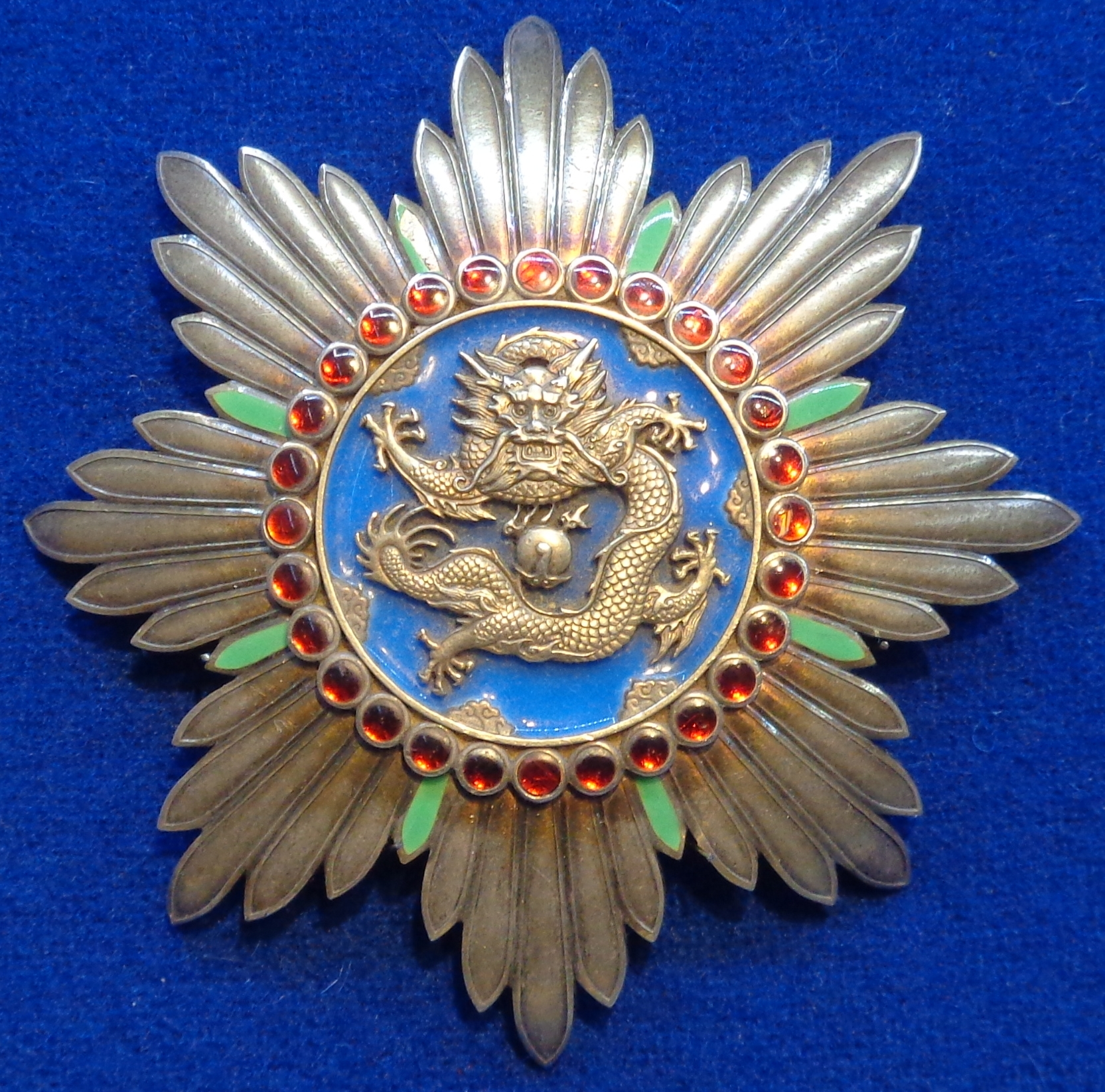
Звезда ордена

Орден учреждён императорским эдиктом № 1 в день провозглашения Государства Маньчжоу-го империей, 1 марта 1934 года. 19 апреля 1934 года был принят закон об орденах и знаках отличия, регулирующий вопросы наградной системы. 
Поскольку вся наградная система Маньчжоу-го являлась повторением наградной системы Японии, орден Прославленного дракона фактически являлся эквивалентом японского ордена Восходящего солнца с цветами павловнии.
Орден Прославленного дракона существовал в одном классе — с большой лентой (龍光大綬章), и являлся высокой наградой империи за заслуги. Удостоены им могли быть чиновники и военные высших рангов, уже отмеченные орденами Благодетельных облаков и Столпов государства.
Эскизы награды разработал профессор Токийского высшего технического училища Хата Сёкити. Заказы на изготовление орденских знаков размещались на монетном дворе в Осаке.
С 1934 до 1940 года известно о вручении 33 орденов Прославленного дракона, общее число награждений не установлено.
С падением императорской власти в августе 1945 года прекратили своё существование и все награды Великой империи Маньчжоу-го.

## Знаки ордена
Знак ордена — серебряный позолоченный, диаметром 70 мм, представляет собой восьмиконечную многолучевую звезду. Все лучи гладкие, восемь самых коротких лучей покрыты светло-зелёной эмалью. На центр звезды наложен круглый медальон синей эмали, на котором изображён извивающийся вокруг пылающего Солнца дракон, окружённый шестью выходящими из краёв медальона облаками. Вокруг медальона расположены 28 малых дисков рубиновой эмали, символизирующие собой 28 положений Луны в течение месяца. На оборотной стороне знака изображены четыре иероглифа — «勲功位章» («награда за заслуги»). 
Знак через прямоугольную скобу на верхнем луче крепится к промежуточному звену светло-зелёной эмали, представляющему собой ажурный прорезной пятиугольник, в который вписан схожий пятиугольник меньшего размера и спираль, символизирующие собой облака. На верхнем конце промежуточного звена имеется поперечное ушко с кольцом для крепления к ленте ордена.
Звезда ордена серебряная позолоченная, диаметром 90 мм, повторяет своим видом знак ордена. На обороте нанесены такие же иероглифы, что и на обороте знака. Носилась на левой стороне груди.
Лента ордена шёлковая муаровая синего цвета с белыми полосами по краям. Ширина ленты — 106 мм, ширина полос по краям — 18 мм. Носилась через правое плечо.